# Фрэнк Синатра простудился

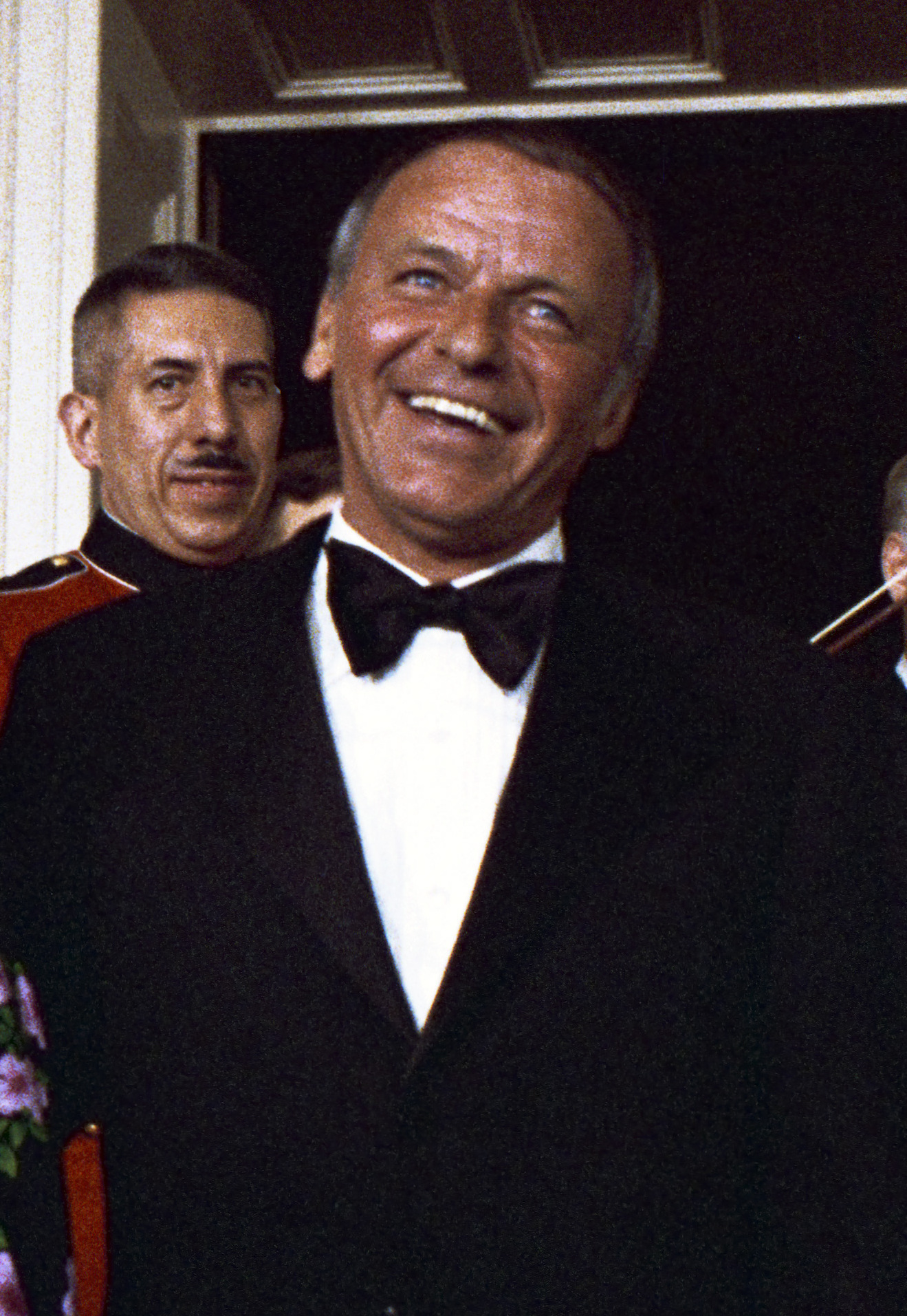
Фрэнк Синатра в Белом доме, 1973

«Фрэ́нк Сина́тра простуди́лся» (англ. Frank Sinatra Has a Cold) — репортаж о певце, написанный Гэем Тализом (англ. Gay Talese) для апрельского выпуска 1966 года журнала «Esquire».

## История

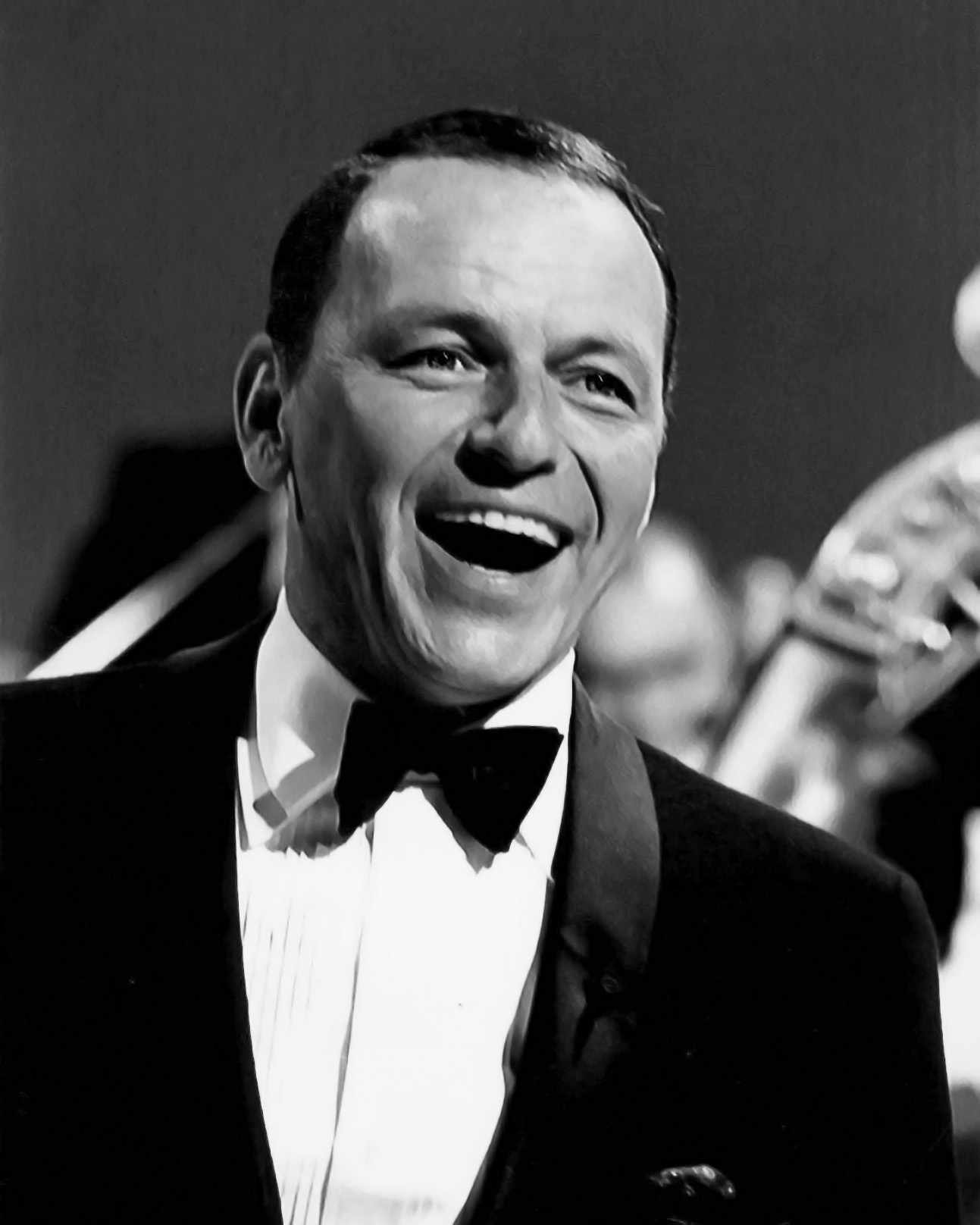
Фрэнк Синатра в студии звукозаписи исполняет песни своего нового альбома «A Man and His Music», 1966 год

Статья — одна из самых известных журналистских работ в мире и лучший очерк о Фрэнке Синатре.
Журналист получил редакционное задание взять интервью у Фрэнка Синатры, но агенты певца отказали ему во встрече, сославшись на простуду Синатры. Тализ не сдался, и хотя он ни разу не встречался и не общался с Синатрой, но вместо личного общения провёл наблюдение за «объектом» три месяца с ноября 1965 года по февраль 1966 года, когда Синатра и его невеста, актриса Миа Фэрроу отпраздновали совершеннолетие 21-летней актрисы. В то время Синатра переживал сложный период в жизни, когда внимание к его личной жизни резко возросло в связи с его бурным романом и предстоящей женитьбой. Назойливое внимание прессы было крайне нежелательно для молодой пары. Свадьба Синатры и Фэрроу состоялась в июле 1966 года. Это был первый брак 21-летней Фэрроу и третий для 50-летнего Синатры.
Спустя сорок лет Фэрроу будет вспоминать:

«Без сомнения, он самый привлекательный мужчина, которого я только знала. Ни одна женщина не могла устоять перед ним, перед любовью, которой лучились его голубые глаза».

Журналист, несмотря на нежелание людей из окружения Синатры говорить с прессой, упорно собирал сведения о Синатре в разговорах с его шофером, охраной, официантами ресторанов и клубов, где часто бывал артист.
Редакция потратила пять тысяч долларов на расходы журналиста, что по тем временам было очень значительной суммой. Статья была отредактирована и опубликована в апреле 1966 года.
Публикация представляет собой хрестоматийный образец направления в литературе, которое получило название «новая журналистика». Язвительный тон статьи и многозначительная ирония автора выражены в одной из фраз: «Синатра с насморком — как Пикассо без красок или Феррари без бензина».
Работа журналиста над созданием сенсационной статьи часто противопоставляется сегодняшним поверхностным методам репортёрского ремесла. Перепечатана во многих антологиях.

## Книга

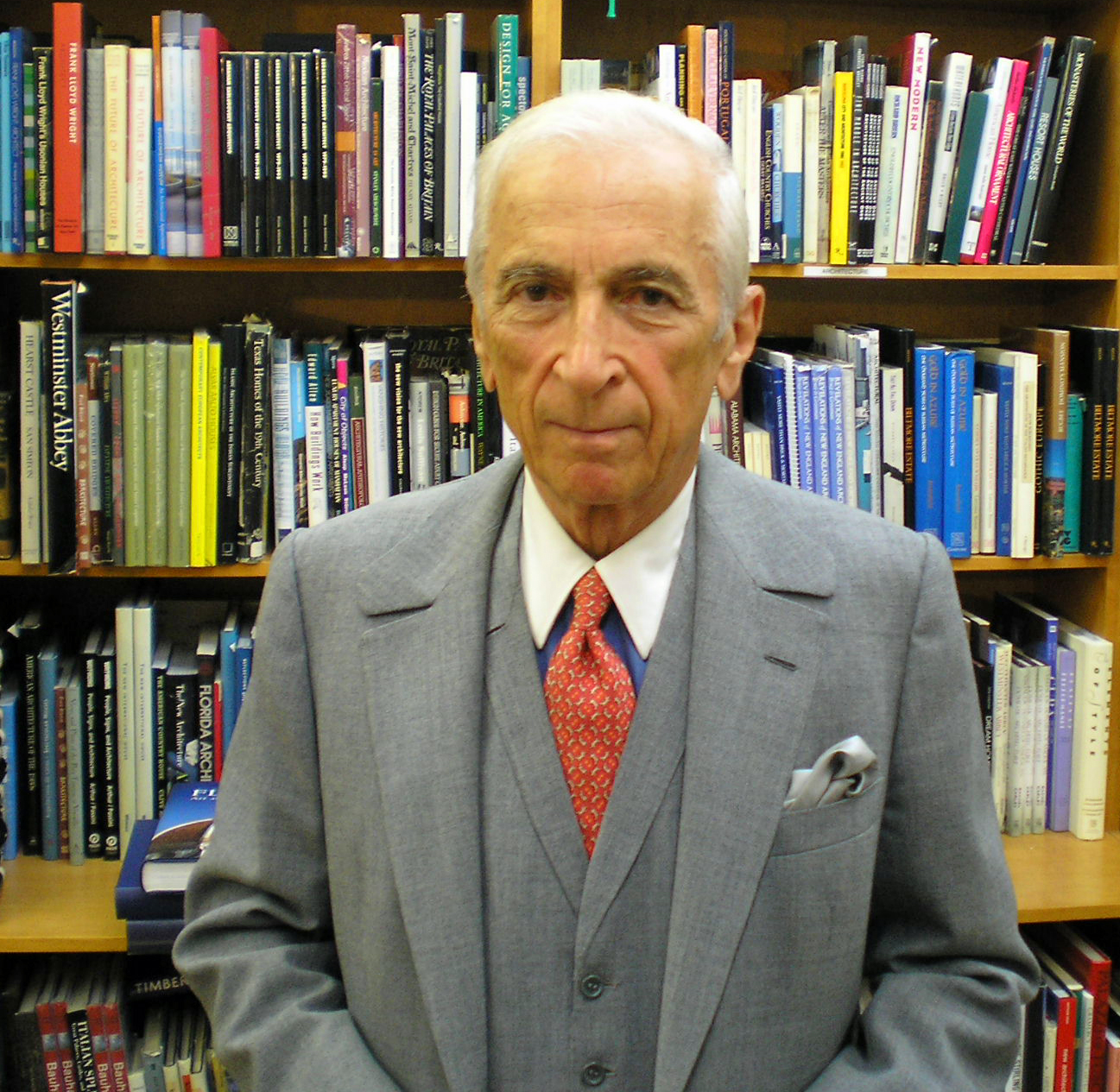
Автор очерка в 2006 году

Позднее очеркист опубликовал одноимённую книгу:

Автор культовой книги — известный американский журналист Гэй Талезе — сделал то, что прежде считалось невозможным: создал многоплановый портрет человека, с которым ни разу не разговаривал. Фрэнк Синатра отказал журналисту в интервью из-за простуды. Но репортёр не сдался: следовал за певцом по пятам, беседовал с его секретарём, пресс-секретарём, парикмахером, агентом, шофёром, музыкантами, студийными боссами, партнёрами по покеру, приятелями, детьми, бывшими жёнами, рассказывает швейцарская газета NZZ am Sonntag. Образ Синатры выписан так, будто Талезе знал его с детства.
В конце 2005 года журналист представил читателям новую книгу со старым названием — «Фрэнк Синатра простудился». Это антология его статей, опубликованных в журналах Esquire, Atlantic Monthly, New Yorker, Rolling Stone, Harper’s Magazine. Критики называют эти произведения «новой журналистикой».